# Eduard Hromádka
Eduard Hromádka (1. března 1909 Praha – 19. dubna 1996 Nový Dvůr (Zdíkov)) byl český sjezdař.

## Lyžařská kariéra
Na IV. ZOH v Garmisch-Partenkirchen 1936 nedokončil slalom v rámci kombinace. Na Mistrovství světa v alpském lyžování 1938 v švýcarském Engelbergu skončil v kombinaci na 25. místě, ve slalomu na 30. místě a ve sjezdu na 27. místě. Startoval i na mistrovství světa v roce 1933.

## Ostatní
Jeho bratrem byl lední hokejista Karel Hromádka.